# Kirsten Christensen
Kirsten Christensen (født 7. februar 1943, København) er en dansk kunstmaler og keramiker. Et af hendes hovedværker er udstillingen Min Mor og Mig, hvor hun i 17 keramiske relieffer skildrede sin opvækst med en enlig, fattig mor, og morens senere sygdom og patientgørelse, som et stærkt eksistentielt vidnesbyrd. Værket placerede hende som en af de mest originale kunstnere i sin generation. Hun er repræsenteret på adskillige danske museer, f.eks. Holstebro Kunstmuseum, Kunsten Museum of Modern Art Aalborg, KØS - Museum for kunst i det offentlige rum, ARoS Aarhus Kunstmuseum, Vejle Kunstmuseum og Statens Museum for Kunst. 
I 2020 udkom kunstnerbiografien Kirsten Christensen: Keramisk testamente på Gyldendal, der præsenterer det særlig univers der optræder i hendes værker på tværs af skrift, tegning, akvarel og keramik.